# Чинантекские языки
Чинантекский язык — один из индейских языков Мексики, относится к чинантекской ветви ото-мангской семьи языков. Распространён в штатах Оахака и Веракрус. Справочник Ethnologue выделяет 14 различных диалектов языка, разной степени взаимопонятности.
Как и другие представители ото-мангской семьи, чинантекский имеет сложную тональную систему, слова — короткие.

## Сочиапанский чинантекский

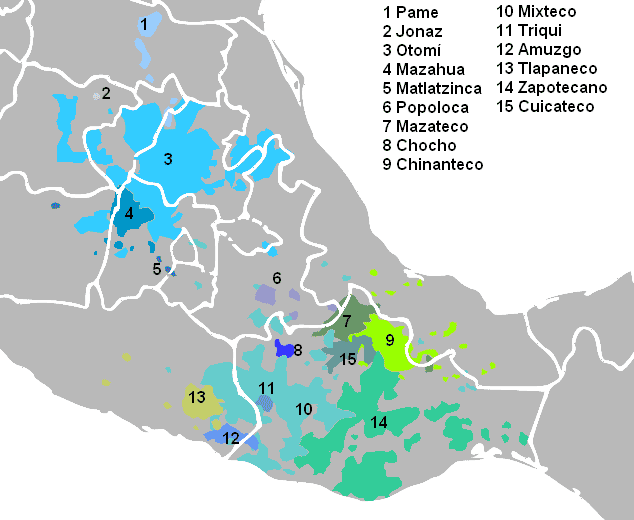
Чинантек (9) и другие ото-мангские языки

Сочиапанский чинантекский — один из диалектов чинантек, распространён на севере штата Оахака, в округе Кикатлан, города: Сан-Педро-Сочиапан, Ретумбадеро, Сан-Хуан-Саутла, Сантьяго-Кецалапа, Сан-Хуан-Сапотитлан. Имеется 5 800 носителей (на 1990 год), 725 из них — монолингвы. Общее население этих пяти городов и их окрестностей — 6 500 человек.
Достаточно стабильное положение. Наиболее схож с диалектом тлакоацинтепек, до 66 % взаимопонимаемости. Выделяют 7 тонов и 2 типа ударения, что позволяет создать до 14 различных оттенков для односложных слов. Порядок слов главным образом — VSO, иногда — VOS.

## Сегментная фонология
Типичный инвентарь чинантекских фонем различает 7 гласных /i, e, a, u, o, ɨ, ø/ и согласные /p f b m θ d t ts s r l n k ŋ ʔ h/. Гласные могут быть носовыми, за исключением /u/ и /ø/.

## Тоны
Чинантекский язык тональный, и некоторые диалекты (усильский) имеет 5 регистровых тонов, необычная черта в языках мира. Свистящий язык широко распространён. В практической письменности для чинантекских языков тоны указываются цифрами в верхнем индексе после каждого слова.
Чинантекские языки также имеют баллистические слоги, по-видимому, своего рода фонацию.

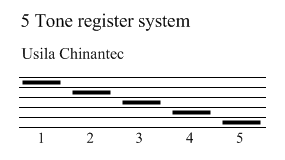
тональная система усильского диалекта